# The Exeter Book
The Exeter Book, o Codice Exeter, è un manoscritto, conservato nella biblioteca della cattedrale di Exeter, nel Devon.
Insieme ai manoscritti Junius XI, Libro di Vercelli e Cotton Vitellius rappresenta uno dei più antichi documenti della produzione poetica in anglosassone.
L’opera conta circa 8.000 versi e 131 fogli originali, dei quali i primi otto sono andati perduti, mentre i restanti sono stati in parte danneggiati.

## Storia
The Exeter Book è comunemente ritenuto prodotto di una rinascita dei benedettini, collocata approssimativamente tra il 960 e il 990. Durante questo periodo, grazie all’intervento di Dunstano vescovo di Canterbury, l’ordine monastico venne restaurato, riacquistando l’importanza persa durante i secoli precedenti. In seguito all’influenza di Æthelwold, vescovo di Winchester, i nuovi monasteri intrapresero con più fervore l’attività letteraria.
Le prime notizie di The Exeter Book risalgono al 1072, anno della morte di Leofric, vescovo di Exeter. Nel suo testamento, lo donò al monastero locale, descrivendolo come mycel Englisc boc be gehwylcum Þingum on leođwisan geworth (un grande libro inglese di opere poetiche).

## Contenuti

### Elegie
The Exeter Book contiene otto elegie: The Wanderer (fol. 76b - fol. 78a); The Seafarer (fol. 81b - fol. 83a); The Rhyming Poem fol. 94a - fol. 95b); Deor (fol. 100a - fol. 100b), Wulf and Eadwacer (fol. 100b - fol. 101a); The Wife's Lament (fol. 115a - fol. 115b); The Husband's Message (fol. 123a - 123b); and The Ruin (fol. 123b - fol. 124b). Questi componimenti sono accomunati dalla trattazione di temi legati alla solitudine, al dolore e al trascorrere del tempo.

### Indovinelli
The Exeter Book comprende una raccolta di oltre novanta indovinelli, i cui argomenti spaziano dalla religione a temi della quotidianità.